# Эрег
Эрег (венг. Öreg-tó) — озеро в медье Комаром-Эстергом, Венгрия. С трёх сторон озеро окружает город Тата. Средняя глубина — 5 м, площадь — 2,69 км². Уровень озера контролируется с помощью пяти плотин, оснащённых шлюзами. К осени озеро практически высыхает, а весной пополняется за счёт талых вод.
Было три крупных наводнения: первое — в 1939 году, последующие — в 1953 и 1963 годах. Эти наводнения показали необходимость усовершенствования существующей инфраструктуры озера. Она началась 1968—1969 годах была проведена реконструкция существующих плотин, шлюзов. За последние 50 лет озеро очень сильно загрязнилось.

## Отдых
В летний период на озере сдаются в аренду лодки, байдарки, парусные лодки. Рядом с озером расположены велодорожки.
Зимой, когда озеро замерзает, его используют для катания на коньках.